# Ivan Yankouski
Ivan Yankouski –en bielorruso, Іван Янкоўскі– (Minsk, URSS, 25 de agosto de 1987) es un deportista bielorruso que compite en lucha libre.
Ganó una medalla de plata en el Campeonato Mundial de Lucha de 2018 y tres medallas en el Campeonato Europeo de Lucha entre los años 2012 y 2016.

## Palmarés internacional
| Campeonato Mundial | Campeonato Mundial | Campeonato Mundial | Campeonato Mundial |
| Año                | Lugar              | Medalla            | Categoría          |
| ------------------ | ------------------ | ------------------ | ------------------ |
| 2018               | Budapest (Hungría) | Medalla de plata   | 92 kg              |
| Campeonato Europeo |                    |                    |                    |
| Año                | Lugar              | Medalla            | Categoría          |
| 2012               | Belgrado (Serbia)  | Medalla de bronce  | 96 kg              |
| 2014               | Vantaa (Finlandia) | Medalla de bronce  | 97 kg              |
| 2016               | Riga (Letonia)     | Medalla de plata   | 97 kg              |